# Sabine Hettner
Sabine Hettner est une artiste peintre germano-française, née le 4 octobre 1907 à Dresde (et pas à Florence !) et morte le 6 novembre 1986 à Paris. 

## Biographie
Sabine Hettner peint et dessine dès son enfance, illustrant les livres de la bibliothèque familiale. Elle acquiert ses aptitudes artistiques et artisanales en grande partie auprès de son père Otto Hettner (1875-1931), peintre et sculpteur à Dresde, et par les amis de ce dernier, Oskar Kokoschka et Otto Dix, qui tous étaient professeurs à l’Académie de Dresde. Son frère aîné, Roland Hettner, élève d’Otto Dix, est installé en Italie en tant que peintre et céramiste. Sa mère, Jeanne Hettner, est d’origine française. 
Elle est la filleule de Gerhart Hauptmann. La bibliothèque d'État de Berlin conserve une part de sa correspondance des années 1923 et 1926 avec ce dernier dont elle est illustratrice du livre Hanneles Himmelfahrt dans sa réédition de 1926 à Dresde. 
La plus large part de la vie de Sabine Hettner se situe ensuite à Paris où, entre 1937 et 1939, elle est, à l'instar de Roger Blin, Max Ernst, Jacques Prévert ou Jacqueline Laurent, photographiée par le peintre Wols qui s'y trouve alors photographe de portraits. Pendant la Seconde Guerre mondiale, elle épouse un juif français qui, adoptant le nom de Hettner, échappe de la sorte à la poursuite des Nazis.
Après la guerre, le mariage est dissous et Sabine Hettner reçoit le droit de résidence à vie dans le quartier parisien de Saint-Germain-des-Prés, dans un atelier situé au n°16 de la rue de Saint-Simon et qu'elle habitera jusqu’à la fin de ses jours, allant passer ses étés à Ramatuelle (Var). Elle est l'amie des peintres Sonia et Robert Delaunay, installés à la même adresse parisienne. 
À partir de 1946, elle expose régulièrement en France, mais aussi en Italie, en Espagne et an Allemagne, notamment au musée ethnologique (Museum für Völkerkunde) de Hambourg (1960), à Gronau-Epe (1980, 1983).
Sabine Hettner a créé de nombreuses œuvres (à l’huile, à la gouache, des dessins). Après une courte période figurative, elle s’est orientée « vers une peinture informelle, mais empreinte de composantes de l'univers comme la mer, la terre, le soleil, le monde végétal, minéral et cosmique ».
Ses œuvres ne portent pas de titre. Sa signature initiale est « S. Hettner ». Après une rencontre avec Pablo Picasso, elle signera de son nom complet. Picasso avait été enthousiasmé par ses œuvres.

## Expositions

### Expositions personnelles
- Librería Clan, Madrid, avril-mai 1946[7].
- Millon SVV, Vente de l'atelier Sabine Hettner, Hôtel Drouot, 25 avril 2008[8].

### Expositions collectives
- Salon Comparaisons, Paris, à partir de 1946[9].
- Sabine Hettner, Marianne de Pay, Bruno Paoli, Galleria d'arte Totti, Milan, novembre-décembre 1958.
- Salon für Abstrakte Kunst, Hambourg, 1981.
- Collection Bernie Schilling et Drew Knapton, Southern Alleghenies Museum of Art (en), Loretto, octobre 2017 - janvier 2018[10].

## Réception critique
- « Une abstraction très personnelle qui tire des univers minéral, aquatique ou végétal, des images toujours expressives, sensibles et oniriques. L'artiste pratique un paysagisme abstrait dont Raphaël Valensi dit : "chacune de ses toiles témoigne d'une communion panthéiste avec les entrailles de la nature. Des courants telluriques traversent son œuvre qui se trouve ainsi au diapason de notre temps". » - Gérald Schurr[11]
- « Elle a travaillé à Paris, dans le Midi de la France, en Italie et en Espagne. Elle s'est d'abord fait connaître par des paysages d'Espagne, libres de l'hispanisme conventionnel, s'attachant à traduire le caractère dramatique des plus humbles villages ainsi que des faubourgs des grandes villes de la péninsule. On lui doit aussi des paysages parisiens ainsi que des portraits d'une robuste écriture. Sa peinture a ensuite évolué et peut se rattacher aussi bien à l'abstraction lyrique qu'au paysagisme abstrait. » - Dictionnaire Bénézit[9]

## Collections privées
- Henri Braun-Adam[12].
- Bernie Schilling et Drew Knapton[10].